# 中国传说时代
传说时代，又稱傳疑時代，是指依靠口耳相传所描述的遠古歷史時代，是中國地區古代傳說和神話的一部份，在文字记载出现之前，历史靠世世代代的口述而流传，这些内容到后來才被文字记录下来，成为文献中的古史传说，中国古代文献里有丰富的古史传说内容，从中可看出中国原始时代大概的社会面貌和发展变化。

## 传说歷史

### 文明起源
战国时期的人对于中国原始时代的社会情况有许多思考，屈原《天问》：“曰遂古之初，谁传道之？上下未形，何由考之？”后面又问，有位名叫女歧的神女，没有匹配，为什么能有9个儿子？相传人是由女娲用黄土和泥捏出来的，那么女娲之身又是谁做的呢？从这些问题中可以看出，关于人类起源的思考，已经包括进了相当份量的古史传说内容。

### 社会

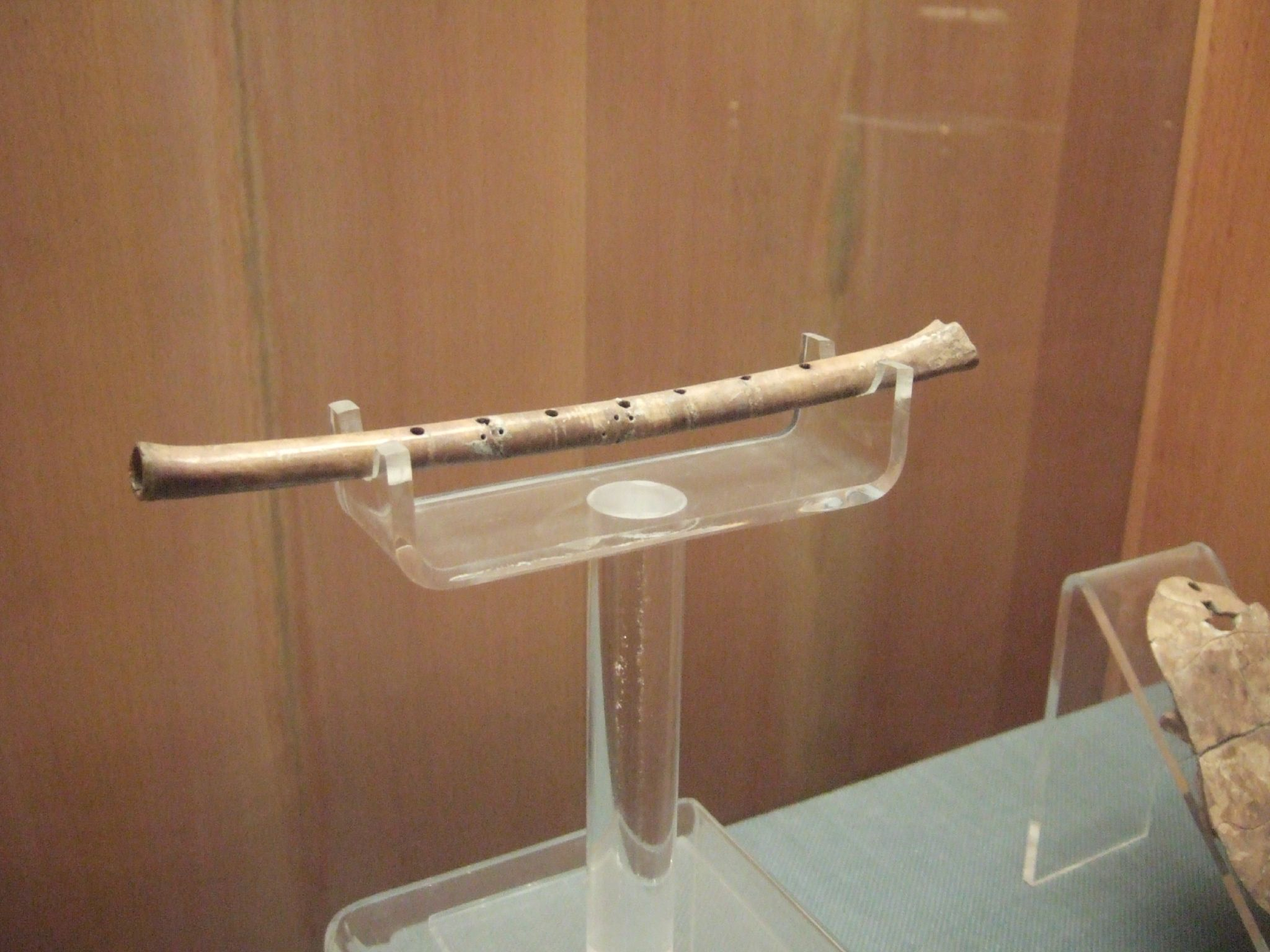
舞陽縣出土的7700年前骨笛，譽為中華第一笛。河南博物院館藏

关于古代社会情况，《吕氏春秋·恃君》说：“昔太古尝无君矣，其民聚生群处，知母不知父，无亲戚、兄弟、夫妻、男女之别，无上下长幼之道，无进退揖让之礼，”《礼记·礼运》说：“昔者先王未有宫室，冬则居营窟，夏则居巢，未有火化，食草木之实，鸟兽之肉，饮其血，茹其毛，未有麻丝，衣其羽皮”这些记载对于说明传说时代的情况十分宝贵。
关于远古漢族先民的生活情况，古史传说中有一些正确的揣测，《韩非子·五蠹》篇提到的有巢氏、燧人氏的情况和中国旧石器时代的情况是符合的。

### 大同及小康
传说时代的社会发展，古代漢族人曾用“大同”、“小康”加以比较说明。
传说时代的“大同”之世，“大道之行也，天下为公，选贤与能，讲信修睦，故人不独亲其亲，不独子其子，使老有所终，壮有所用，幼有所长，鳏、寡、孤、独、废疾者，皆有所养。男有分，女有归，货恶其弃于地也，不必藏于己，力恶其不出于身也，不必为己。是故谋闭而不兴，盗窃乱贼而不作，故外户而不闭，是谓大同。”。“大同”之世是传说中的没有阶级和剥削的时代。其后便进入“小康”之世，这时，“大道既隐，天下为家，各亲其亲，各子其子，货力为己。大人世服以为礼，城郭沟池以为固，礼义以为纪；以正君臣，以笃父子，以睦兄弟，以和夫妇，以设制度，以立田里，以贤勇知，以功为己，故谋用是作而兵由此起。”。

### 原始农业
在漢族传说时代，原始农业已经出现。关于农作的起源要追溯到神农氏（炎帝）和烈山氏。神农氏创造了耒耜，教民耕作，种植各种谷物。烈山氏有一位很能干的子弟，名叫桂，“能殖百谷百蔬”（《国语·鲁语》上）。考古材料表明，中国从新石器时代初期开始就普遍兴起农作，神农氏和烈山氏可能是那个时代以善于农耕而著称的氏族。此外还有一位伏羲氏，据说能够“作结绳而为罔罟，以田以渔”（《易经·系辞》），大概是以渔猎著称的氏族。

## 人物传说
漢族传说时代里有许多著名人物，如黄帝軒轅氏、炎帝、帝喾、尧、舜、禹等，他们常处于半神半人状态，应是当时著名的部落联盟首领。中国古代传说里尽管有后人不断加工的成份和神话内容，也有后人的臆想和迷信，但在反映原始社会的某些特点方面，在一定程度上是接近于历史真实的。而著名的禪讓制度正是兴起于这个时期。

## 歷史研究
中國古代文明起源何處及其發展過程，是學術界探討的一個課題。在19世紀末、20世紀初曾有中國文化西來說，法國學者拉克伯里於1894年發表一篇論文《古代中國文化西源考》，提出中國人來自巴比倫說。該文未得到西方主流漢學界的反響，並遭到理雅各、施古德，以及日本學者桑原隲藏的質疑。20世紀初，該說一度得到日本學者白河次郎、英國學者鮑爾的支持。
而在蔣智由將此說介紹至中國後，巴比倫起源說獲中國學者丁謙，以及親近革命黨的劉師培、章太炎等人的支持，但遭到柳诒徵、繆鳳林、夏曾佑等人的反駁。然而，章太炎等親近革命黨人的知識份子，沒多久即轉而反對西來說，究其原因，其起初支持和轉而反對皆帶有當時亟欲推翻滿清政府的時代氛圍。
至1920年代，隨中國考古學門的建立，一系列考古挖掘使得中國史前文化漸漸為人們所知曉，也讓拉克伯里的觀點難以立足。五四運動後，除飯島忠夫、郭沫若等繼續支持外，中國文化來自巴比倫說已基本不為學界認可。1921年，瑞典考古學家安特生倡導仰韶文化西來說。1931年，梁思永證明仰韶、龍山和商朝文化一脈相承，1945年，夏鼐確認齊家文化並不早於仰韶文化，安特生的假說遂失去實證支持，安特生本人也放棄了這一假說。
中國學界批駁「中國文化西來說」之後，本土起源說漸居上風。顧頡剛的古史辯運動明確提出「推翻非信史」的「諸項標準」，質疑古代民族出於「一元」的觀念，接下來有：
- 蒙文通上古文化三分說（《古學甄微》，1927年）：儒家六經所陳，究皆魯人之說耳。蓋魯人宿敦禮義，故說湯、武俱為聖智（海岱區：宗孟子，上合六經）；晉人宿祟功利，故說舜、禹皆同篡竊（河洛區：宗韓非，上合竹書紀年）；楚人宿好鬼神，故稱虞、夏極其靈怪（江漢區：宗莊子、屈原，上合山海經）。主張三方史說不同，原於其思想之異。
- 傅斯年夷夏東西說[7]（〈夷夏東西說〉，1934年）：夏商周三代及三代之前期，大體有東西兩個不同的文化系統。這兩個系統，因對峙而生鬥爭，因爭鬥而起混合，因混合而文化進展。夷與商屬於東系，夏與周屬於西系。
- 徐旭生三集團說（《中國古史的傳說時代》，1943年）：古代中國部族的分野，可分為華夏、東夷與苗蠻三大集團。華夏集團地處黃河中游兩岸中原地區；東夷集團地處山東、安徽境內及其東部沿海地區；苗蠻集團地處長江中游兩岸的兩湖及江西地區。三大集團不斷接觸，始而相鬥，繼而相安，血統與文化逐漸交互錯雜，終於同化，形成一種較高的部族文化──華夏文化，證之於考古學的仰韶、大汶口與屈家嶺文化。
- 蘇秉琦六大區系說（〈關於考古學文化的區系類型問題〉，1981年）[8]：中國古文明非以古中原、漢族為中心，而是同時存在著發展水平相近的眾多文明，散佈在中國的四面八方，猶如天上群星之星羅棋佈：一、以燕山南北長城地帶為重心的北方。二、以山東為中心的東方。三、以關中（陝西）、晉南、豫西為中心的中原。四、以環太湖為中心的東南部。五、以環洞庭湖與四川盆地為中心的西南部，四川地區可能自成體系。六、以鄱陽湖－珠江三角洲為中軸的南方區。
- 李學勤、費孝通等人的多元一體說[9]（〈中華民族多元一體格局〉，1988年）：主張夏商周三代是華夏民族集團從多元形成一體的歷史過程。漢族的形成是中華民族多元一體格局的凝聚核心。
- 張光直相互作用圈說（〈中國相互作用圈【sphere of interaction】與文明的形成〉，1989年）[10]：仰韶（甘、陝、晉、豫西）、大溪（漢水流域）、山背（鄱陽湖平原）、馬家浜（長江下游三角洲）、大汶口（山東半島）、土珠（遼東半島）和紅山（遼西、內蒙東部）在內的多個文化區域，在公元前第四千紀中間形成了一個相互作用圈，布定了最早的中國歷史文明的地理舞台。

## 外部參考
- 《中国断代史系列—中華遠古史》：王玉哲著，上海人民出版社
- 《中國古史的傳說時代》：徐旭生著，里仁書局
- 《中國神話傳說》：袁珂著，里仁書局

## 参見
- 中国历史
- 中国神话
- 中华文明五千年说
- 古唐朝→虞朝→夏朝

| 前朝： 史前时代 | 中国朝代 | 后朝： 夏 |